# National Transportation Safety Board

Zegel van de NTSB

De National Transportation Safety Board (NTSB), Engels voor Nationale vervoersveiligheidsraad, is een agentschap van de Amerikaanse overheid dat zich bezighoudt met het onderzoeken van ongelukken (waaronder vliegtuig-, trein- en andere rampen) die optreden in het civiel transport binnen de VS, of buiten de VS als er Amerikaanse transportmiddelen bij betrokken zijn.